# Liběšice (district de Litoměřice)
Pour les articles homonymes, voir Liběšice.
Liběšice (en allemand : Liebeschitz) est une commune rurale du district de Litoměřice, dans la région d'Ústí nad Labem, en Tchéquie. Sa population s'élevait à 1 515 habitants en 2021.

## Géographie
Liběšice se trouve à 12 km à l'est-nord-est de Litoměřice, à 20 km au sud-est d'Ústí nad Labem et à 56 km au nord-ouest de Prague.

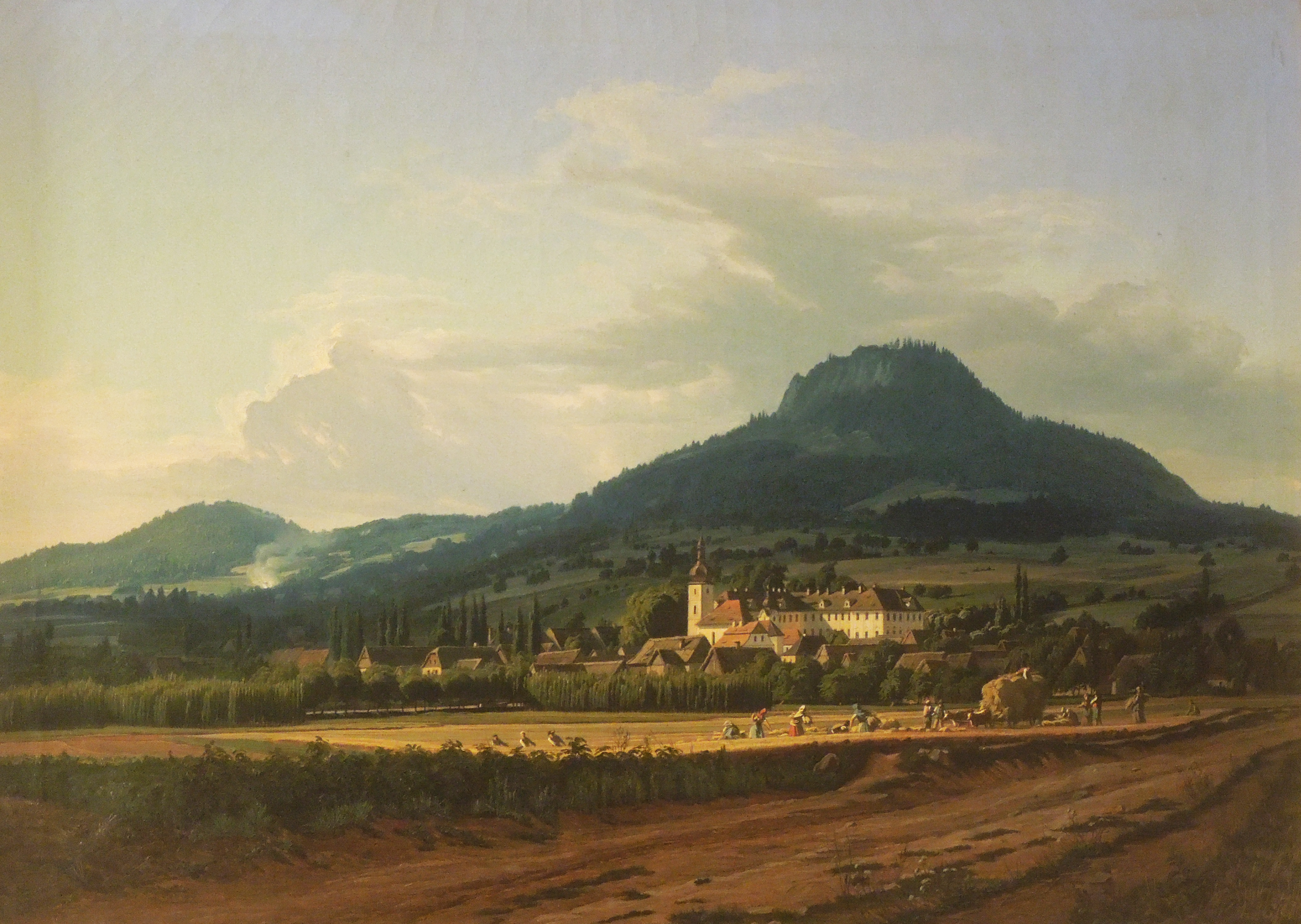
Liběšice, par Carl Robert Croll (milieu du XIXe siècle).

La commune est limitée par Lovečkovice et Levín au nord, par Úštěk à l'est, par Drahobuz, Chotiněves, Horní Řepčice et Křešice au sud, et par Býčkovice et Třebušín à l'ouest .

## Histoire
La première mention écrite du village date de 1057.

## Administration
La commune se compose de quinze quartiers :
- Dolní Chobolice
- Dolní Nezly
- Dolní Řepčice
- Horní Chobolice
- Horní Nezly
- Jeleč
- Klokoč
- Liběšice
- Lhotsko
- Mladé
- Nová Vesnička
- Soběnice
- Srdov
- Trnobrany
- Zimoř

## Patrimoine
Patrimoine religieux

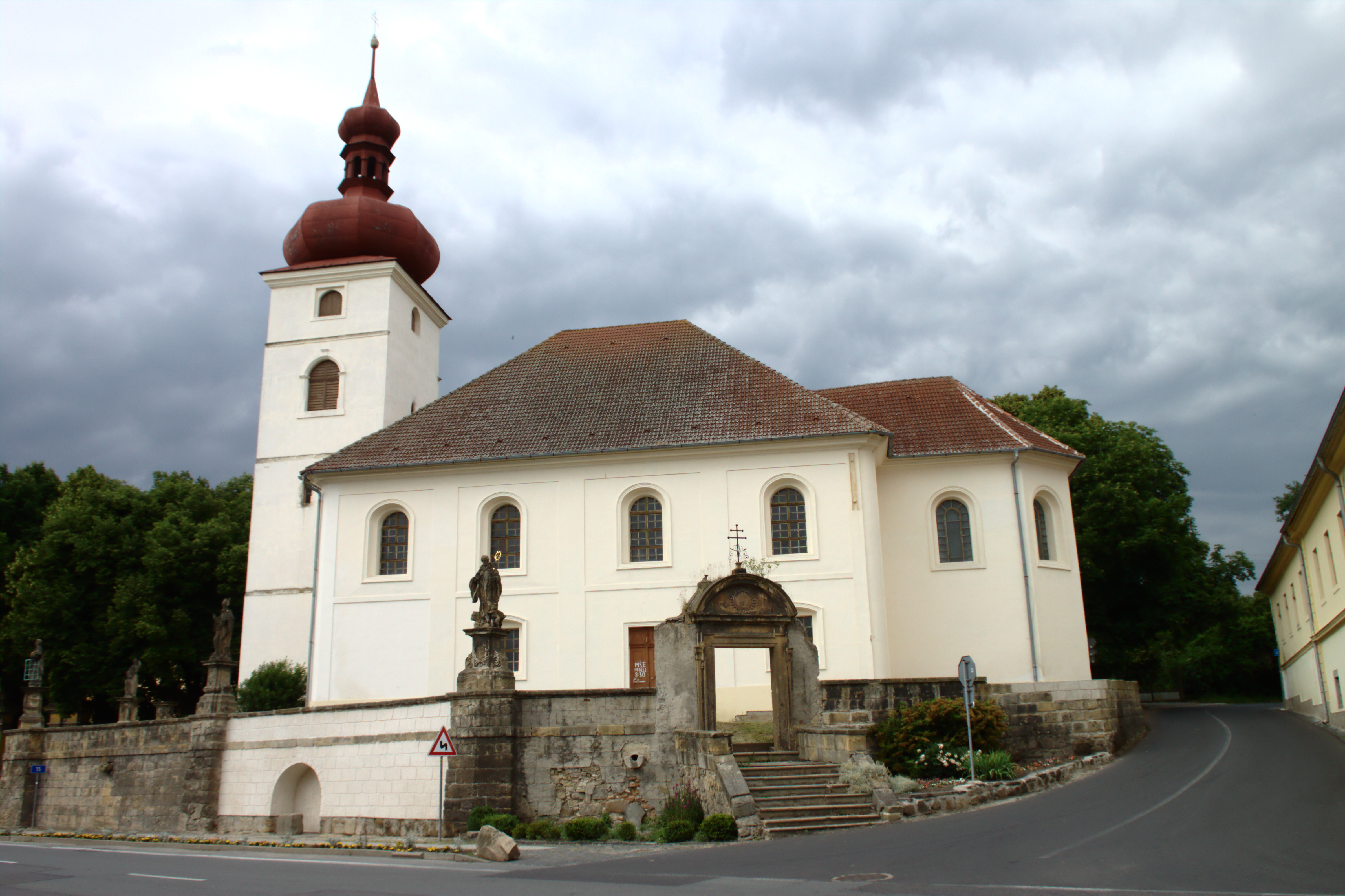
Liběšice : chapelle de l'Assomption.
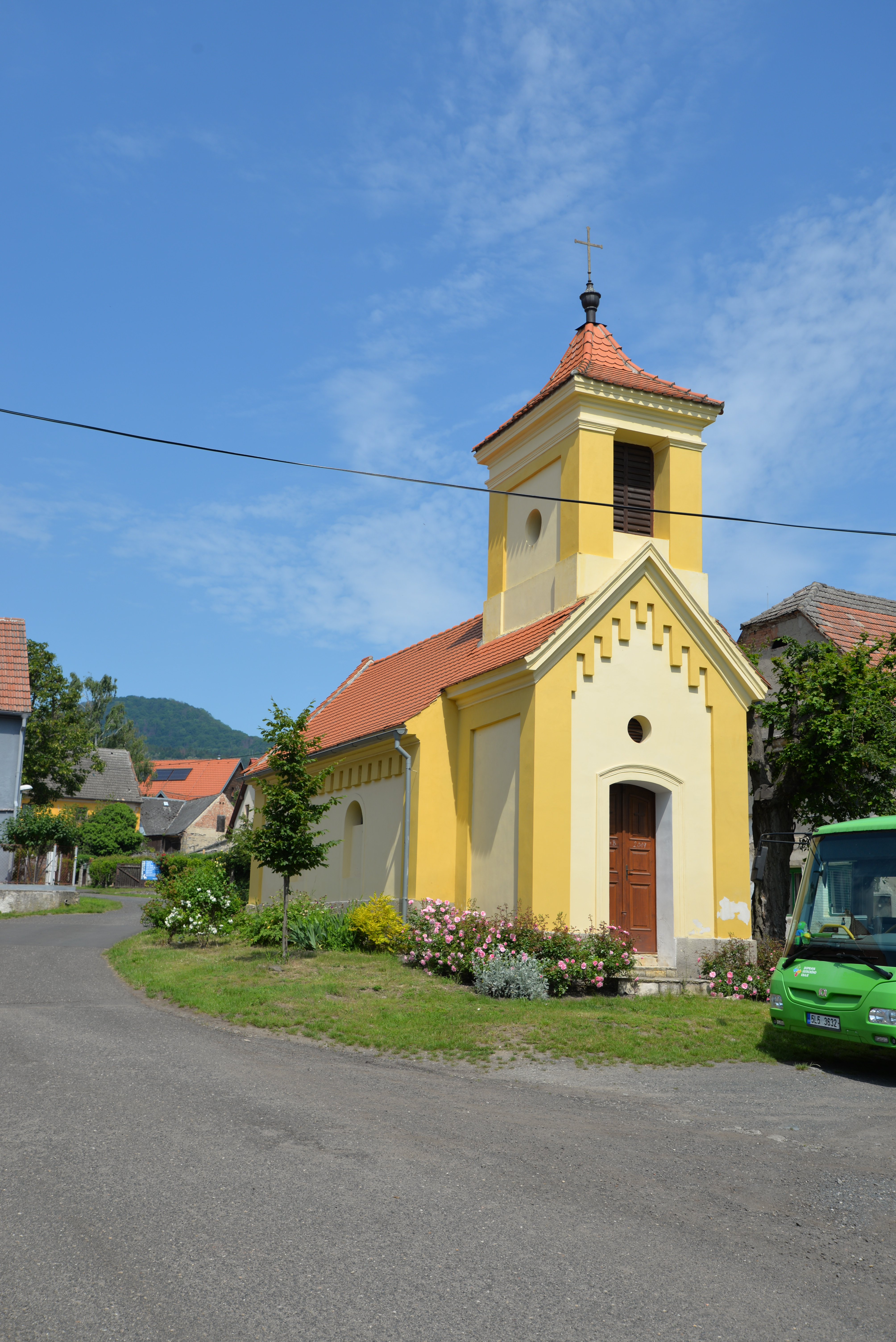
Chapelle à Trnobrany.
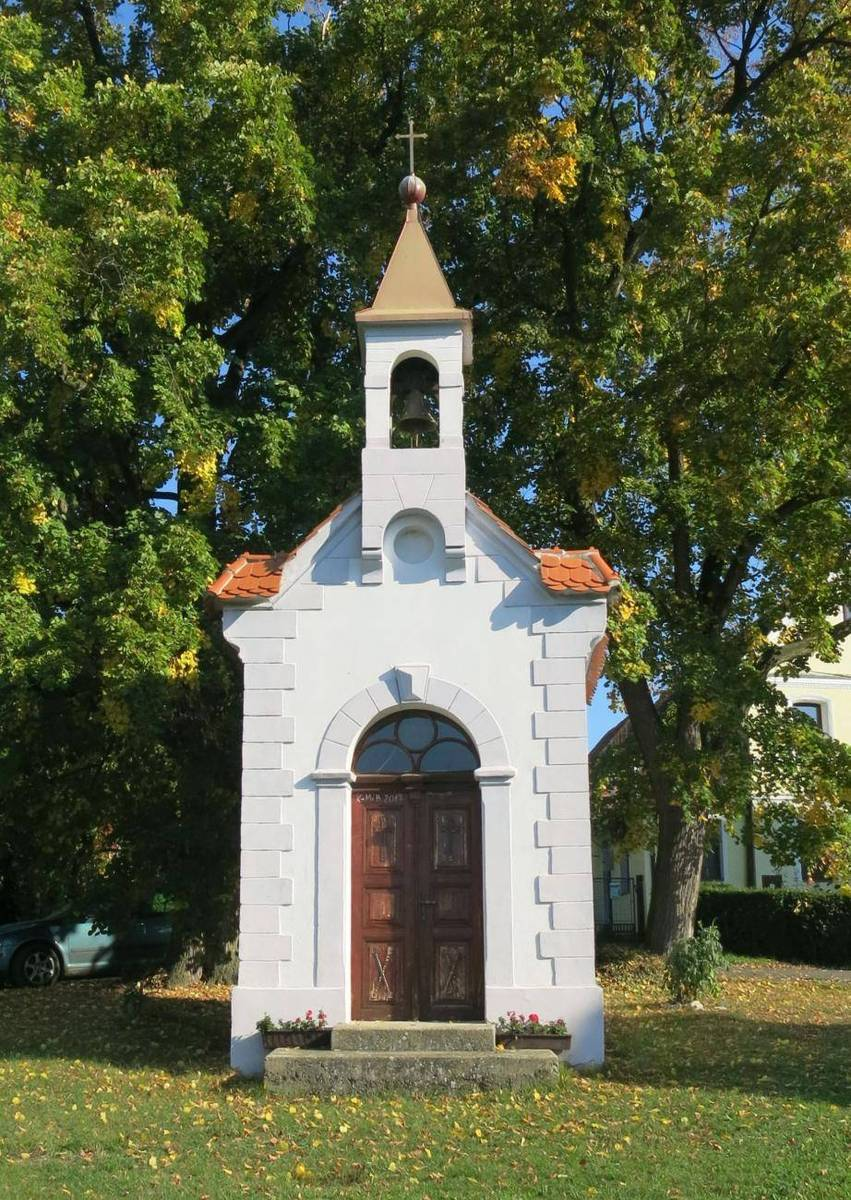
Chapelle à Dolní Nezly.

## Transports
Par la route, Liběšice se trouve à 12 km de Litoměřice, à 28 km d'Ústí nad Labem et à 74 km de Prague.